# Movile
Movile (früher Hundrubechiu; deutsch Hundertbücheln, siebenbürgisch-sächsisch Håinderbåcheln, ungarisch Százhalom) ist ein Dorf im Kreis Sibiu in der Region Siebenbürgen in Rumänien. Es ist Teil der Gemeinde Iacobeni (Jakobsdorf).

## Lage
Movile befindet sich in einem südlichen Seitental am Oberlauf des Flusses Hârtibaciu (Harbach). Die nächstgelegene Stadt ist Agnita (Agnetheln) und befindet sich etwa 15 Kilometer südwestlich. 

## Geschichte
Hundertbücheln wurde im Jahr 1355 erstmals urkundlich erwähnt. Vermutlich wurde er jedoch bereits am Ende des 12. Jahrhunderts gegründet. Der Ort gehörte zum Königreich Ungarn und lag auf Königsboden. Damit waren die Bewohner – ursprünglich überwiegend Siebenbürger Sachsen – freie Bauern. Nachdem Hundertbücheln bis zum Ende des Ersten Weltkrieges zum Königreich Ungarn beziehungsweise Großfürstentum Siebenbürgen und damit zu Österreich-Ungarn gehört hatte, ist es seitdem Teil des Staates Rumänien.
Der Ort ist nach den zahlreichen Hügeln (Rutschungshügel) am östlichen Ortsrand (Büchel = Hügel; rumänisch movilă = Hügel, Haufen) benannt.

## Bevölkerung
Bei der ersten Volkszählung in Siebenbürgen im Jahr 1488 wurden 54  Haushalte registriert. Bis zum Ende des Zweiten Weltkrieges stellten die Siebenbürger Sachsen die Mehrheit der Dorfbevölkerung. 1941 lebten im Ort 807 Einwohner, davon 466 Deutsche. Im Zuge der Auswanderung der deutschen Bewohner während der Zeit des Kommunismus, besonders aber nach der Revolution von 1989, ging die Einwohnerzahl deutlich zurück.
2002 lebten in Movile noch 335 Menschen; davon bezeichneten sich 310 als Rumänen, 21 als Roma und vier als Deutsche. Im Jahr 1995 waren noch elf Mitglieder der Evangelischen Kirche A.B. in Rumänien registriert.

## Verkehr
Movile liegt an einem Fahrweg, der vom Tal des Harbach südwärts führt. Öffentliche Verkehrsmittel berühren den Ort nicht. 

## Sehenswürdigkeiten
- Die Kirchenburg Hundertbücheln wurde im 13. Jahrhundert errichtet und im 15. Jahrhundert zur Kirchenburg erweitert und steht heute unter Denkmalschutz.[6] Sie ist – bis auf Teile der Ringmauer – recht gut erhalten.
- Die rumänisch-orthodoxe Kirche Sf. Nicolae 1796 errichtet, steht ebenfalls unter Denkmalschutz.[6]